# Watertown (New York)
Watertown is de hoofdstad van Jefferson County, New York, Verenigde Staten. Volgens de census van 2000, heeft de plaats 26705 inwoners en 11036 huishoudens.

## Bekende inwoners
- Richard Grieco, acteur
- Arthur Shawcross, seriemoordenaar
- Robert Lansing, minister van minister van Buitenlandse Zaken
- John Foster Dulles, minister van minister van Buitenlandse Zaken
- Viggo Mortensen, acteur

## Externe link

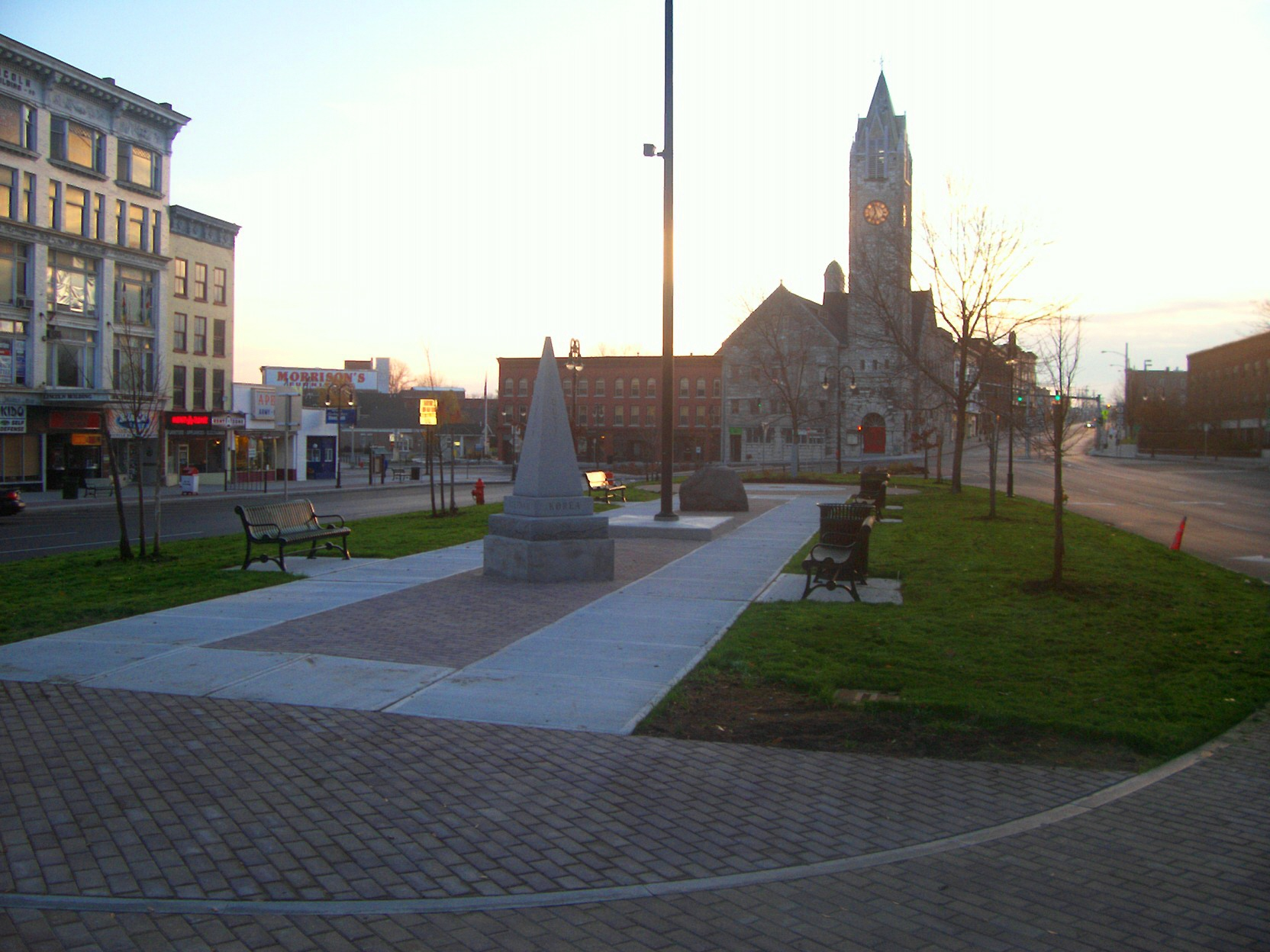
Downtown Watertown